# Ngoro (peuple)
Pour les articles homonymes, voir Ngoro (homonymie).
Ngoro est l'un des cinq (05) Arrondissement du Mbam et Kim. Les Ngorois sont une population du Cameroun vivant dans la Région du Centre. Ntui étant le chef lieu du Département du Mbam-et-Kim. Ils font partie du grand groupe des Beti. On y trouve les Sanaga, les Djanti, les Baveuck,  les Voûté, bien d'autres groupes ethniques.
Dans  l'Arrondissement de Ngoro, on retrouve plusieurs villages tels que Yassem, Nyamoko, Nyabidi, Koundjoungou, Lengba, Nyafianga, Nyadingui ,Nyakengueng, Séreré, Labo, Kombe, Yangafock 1, Yangafock 2, Angadjimberete, Bondo, Ondoano, Egona 2, Nyamongo, Mbengue, Yassakounou, Bangara, Massassa, Ngoro ville. Plusieurs Hameaux à la taille des villages composent ce grand Arrondissement du Department et Kim.
Ngoro est le siège de la chefferie supérieure de 1er degré du Mbam et Kim depuis 1910.

## Langue
Ils parlent le ngoro, un dialecte du tuki, une langue bantoue.